# 塞倫特湖

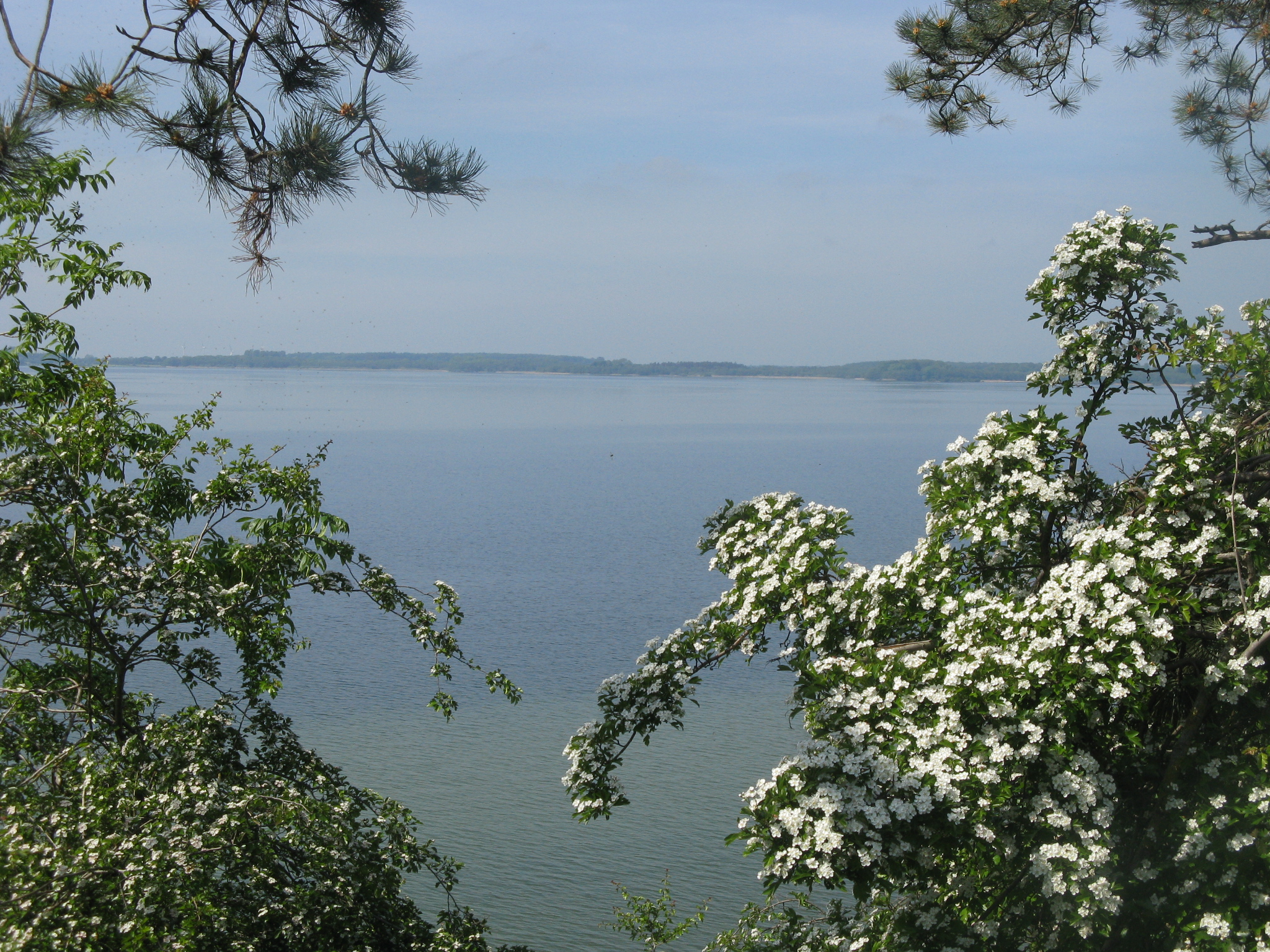

54°18′20″N 10°26′43″E / 54.30556°N 10.44528°E
塞倫特湖（德語：Selenter See），是德國的湖泊，位於該國北部石勒蘇益格-荷爾斯泰因州，長8.8公里、寬4.5公里，面積21.4平方公里，海拔高度37米，平均水深13.8米，最大水深35.8米，水體容量0.29立方公里。